# Promethearchaeum syntrophicum
Promethearchaeum syntrophicum (früher Candidatus Promethearchaeum syntrophicum, in ursprünglicher Schreibvariante Ca. Prometheoarchaeum syntrophicum) ist eine Art (Spezies) von Archaeen aus dem Reich Promethearchaeati (Asgard-Archaeen). Diese Spezies mit Referenzstamm MK-D1 geht mit Alphaproteobakterien der Gattung Halodesulfovibrio (Ordnung Desulfovibrionales) und weiteren Archaeen der Gattung Methanogenium (Euryarchaeota) eine symbiotische Beziehung zwischen drei Partnern ein.
Die symbiontische Beziehung zwischen Promethearchaeum syntrophicum und dem Alphaproteobacterium Halodesulfovibrio ähnelt der symbiotischen Beziehung zwischen dem Zellplasma und den Mitochondrien in den kernhaltigen Zellen der Kernzeller (Eukaryonta), zu denen auch der Mensch gehört. Die Mitochondrien sind die Kraftwerke der Kernzeller.
Nach heutigem Stand sind die nächsten Vorfahren des Zellplasmas der Kernzeller die Heimdallarchaeen und die nächsten Vorfahren der Mitochondrien der Kernzeller unter den Alphaproteobakterien. Wie der Zellkern der Kern zeller entstand ist ungeklärt.

## Name
Der Name Promethearchaeum spielt auf den Titanen Prometheus („der Vorausdenkende“) an, der der griechischen Sage zufolge, das Feuer aus dem Wohnsitz der griechischen Götter, dem Olymp, den Menschen auf die Erde brachte. Der Suffix -archaeum (von altgriechisch ἀρχαῖον archaeon, deutsch ‚das ursprünglich Seiende‘) verweist auf die Archaeen, früher Archaebakterien („Urbakterien“) genannt. Der Namenszusatz (Art-Epitheton) syntrophicum bedeutet sich gemeinsam ernährend (zusammen mit dem anderen Cosymbionten).

## Lokiarchaeota
Der Gruppe der Lokiarchaeen (Klasse Promethearchaeia) wurde erst 2005 während einer Expedition zu Lokis Schloss, einer Gruppe von fünf aktiven hydrothermalen Schloten (Rauchern) in der Nähe des Mittelatlantischen Rückens am 73° Breitengrad in 2352 m Tiefe zwischen Grönland und Norwegen, entdeckt.
2015 entdeckte man bei diesem Stamm DNA-Fragmente, die auf eine nahe Verwandtschaft mit den Kernzellern (Eukaryonta) hindeuteten. Zu den Genen, die beiden Gruppen gemeinsam sind, gehören die Gene für Membrantransport, Vesikelbildung, Vesikeltransport, Ubiquitin und Zellskelett.
Die Lokiarchaeen gehören zum Reich der Asgard-Archaeen (Reich Promethearchaeati), die nach der Heimstätte der Asen dem Asgard in der Nordischen Mythologie benannt sind. Zu den Asgard-Archaeen gehören weitere Phyla (Stämme), die meist nach Göttern der nordischen Mythologie benannt sind, wie Thor, Odin, Loki, Heimdall, Hel und andere.

## Kultur

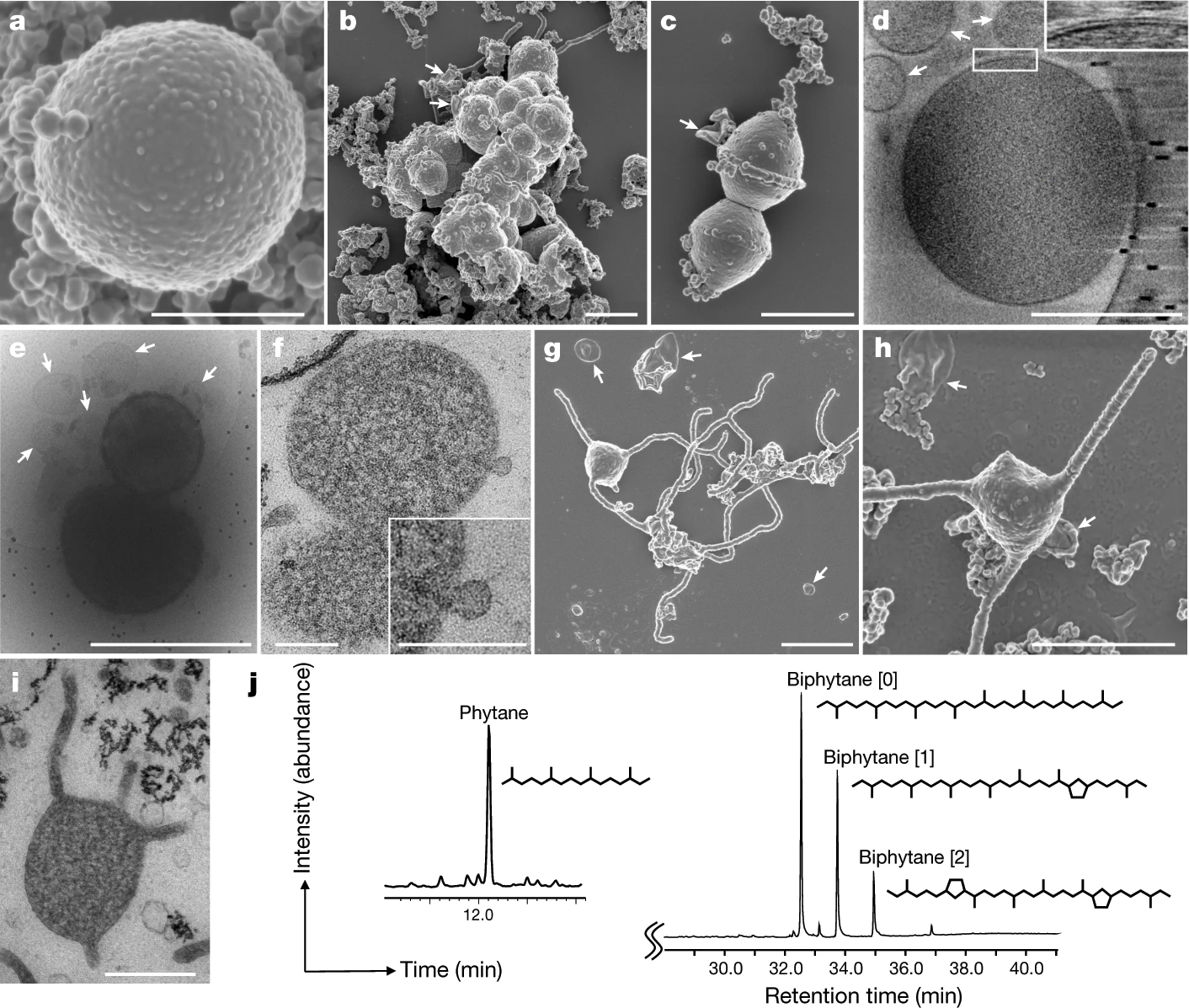
REM-Fotos der isolierten Spezies Promethearchaeum syntrophicum Archaeenstämme MK-D1 inklusive „Tentakel“ und Partnermikroben aus dem Jahr 2019.

2019 gelang es nach 12-jähriger Anstrengung einer japanischen Forschungsgruppe unter Masaru K. Nobu vom National Institute of Advanced Industrial Science and Technology in Tsukuba das in methanhaltigem Schlamm wachsendes Archaeon dauerhaft im Labor zu züchten. Zuvor hatte man 6 Jahre lang die Wachstumsbedingungen untersucht und dann das Archaeon zusammen mit seinen symbiotischen Partnern allmählich angereichert, bis man schließlich eine Kultur aus 13 % Promethearchaeum syntrophicum, 85 % Halodesulfovibrio und 2 % Methanogenium erhielt.

## Habitat
Prometheoarchaeum syntrophicum wächst natürlicherweise in Lagerstätten aus Methanhydrat in 2533 m Tiefe am Boden des Omine-Rückens (englisch Omine Ridge) im Nankai-Graben vor der Halbinsel Kii in Japan, wo die Proben des Stamms MK-D1 am 6. Mai 2006 entnommen wurden.

## Aussehen
Prometheoarchaeum besitzt einen kugelförmigen Körper von 300 bis 750 nm Durchmesser. Von diesem sprießen lange, gelegentlich verzweigte Fortsätze von 80 bis 100 nm Durchmesser, die direkten Kontakt zu dem Symbionten Halodesulfovibrio aufnehmen.

## Lebensweise
P. syntrphicum wächst in natürlicher Umgebung in 2500 m Tiefe bei 10° Celsius Umgebungstemperatur unter Ausschluss von Sauerstoff (Anaerobie) im Schlamm von Lagerstätten aus Methanhydrat. Methan ist bei diesen Druckverhältnissen in Kristallkäfigen (Clathraten) aus erstarrtem Wasser als Gashydrat (Methanhydrat) eingeschlossen und entweicht nur sehr langsam. Das Methan wird nicht von Prometheoarchaeum, sondern von den Cosymbionten Halodesulfovibrio und Methanogenium konsumiert. Prometheoarchaeum ist dabei nicht auf einen bestimmten Partner angewiesen, sondern kommt außer mit Halodesulfovibrio und Methanogenium, auch noch mit Methanobacterium zurecht (Symbionten-Promiskuität).
P. syntrophicum selbst ernährt sich durch Hydrolyse von Aminosäuren und Peptiden unter Freisetzung von Protonen p+, die auch Protia H+ (Singular: Protium) genannt werden. Protia sind sehr beweglich und aktiv, da sie keine Elektronenhülle besitzen.
In der Kultur wuchs der Stamm am besten bei 20° Celsius und einem Nährmedium aus Caseinhydrolysat und Milchpulver.

## Vermehrung
P. syntrophicum wächst auch unter optimalen Bedingungen nur sehr langsam und teilt sich alle 2 bis 4 Wochen einmal, im Durchschnitt also alle 20 Tage einmal.

## Systematik
Artenliste der Gattung nach LPSN, GTDB un der Taxonomie des NCBI (Stand 1. Juni 2025):
Gattung Promethearchaeum Imachi et al. 2024 (bzw. „Ca. Promethearchaeum“ corrig. Imachi et al. 2020, „Ca. Prometheoarchaeum“ Imachi et al. 2020, früher „Loki4“)
- Spezies Promethearchaeum syntrophicum Imachi et al. 2024 bzw. „Ca. Promethearchaeum syntrophicum“ corrig. Imachi et al. 2020, „Ca. Prometheoarchaeum syntrophicum“ Imachi et al. 2020[2],
inklusive: Anaerobic archaeon MK-D1, mit
  - Stamm JCM 39240 alias JAMSTEC 115508 oder MK-D1 – Fundort: Omine-Rücken (englisch Omine ridge, französisch crête d’Omine),[8][7] Nankai-Graben, Japan.[2]
- Spezies Prometheoarchaeum sp030611625 (GTDB) [Promethearchaeum sp. isolate CSMAG_2474 (NCBI)], mit
  - Stamm CSMAG_2474 – Fundort: Metagenom aus kaltem Sickerwasser (englisch cold seep)
- Spezies Prometheoarchaeum sp030612265 (GTDB) [Promethearchaeum sp. isolate CSMAG_2442 (NCBI)], mit
  - Stamm CSMAG_2442 – Fundort: Metagenom aus kaltem Sickerwasser (englisch cold seep)
- Spezies Prometheoarchaeum sp030613185 (GTDB) [Promethearchaeum sp. isolate CSMAG_2396 (NCBI)], mit
  - Stamm CSMAG_2396 – Fundort: Metagenom aus kaltem Sickerwasser (englisch cold seep)